# Luke Delaney
Pour les articles homonymes, voir Delaney.
Luke Delaney, major retraité du United States Marine Corps, est un astronaute américain sélectionné en 2021 au sein du groupe d'astronautes 23 de la NASA.

## Biographie
Luke Delaney a grandi à DeBary, en Floride. Il est titulaire d'un diplôme en génie mécanique de l'université du Nord de la Floride et d'un master en génie aérospatial de la Naval Postgraduate School. C'est un aviateur naval distingué qui a participé à des exercices dans toute la région Asie-Pacifique et a mené des missions de combat à l'appui de l'opération Enduring Freedom. En tant que pilote d'essai, il a effectué de nombreux vols d'évaluation de l'intégration de systèmes d'armes et il a été instructeur de pilote d'essai. Delaney a récemment travaillé comme pilote de recherche au Centre de recherche Langley de la NASA, à Hampton  en Virginie, où il a soutenu des missions scientifiques aéroportées. En incluant sa carrière à la NASA, Delaney a enregistré plus de 3 700 heures de vol sur 48 modèles d'appareils, à réaction ou à hélice et hélicoptères.